# Flammula alnicola
Flammula  alnicola (Elias Magnus Fries, 1821 ex Paul Kummer, 1871), sin. Pholiota alnicola (Elias Magnus Fries, 1821 ex Rolf Singer, 1951) din încrengătura Basidiomycota în familia Hymenogastraceae sau Strophariaceae și de genul Flammula, denumită în popor ghebe de arin, este o ciupercă comestibilă, fiind un soi saprofag, descompunător ulterior al lemnului mort. Se dezvoltă în România, Basarabia și Bucovina de Nord crescând prin păduri de foioase, și de conifere umede, în grupuri fasciculare, mereu în tufe cu multe exemplare, pe cioturi, ramuri, lemn îngropat, mai ales de arin, dar, uneori și pe cel de alun, mesteacăn, salcie, ocazional chiar și pe cel de brad sau molid. Apare de la câmpie la munte, din iulie până în noiembrie (decembrie).
Numele generic se trage de la cuvântul latin (latină flammula=flacără, flamă mică), amintind de culoarea vie a speciilor, iar epitetul de la un cuvânt aceleiași limbi, (latină alnus=arin), datorită apariției preponderente pe lemnul acestui arbor.

## Taxonomie

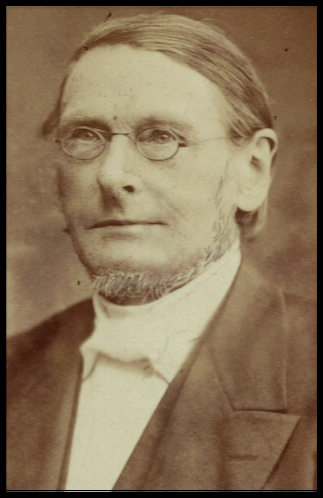
P. Kumm.

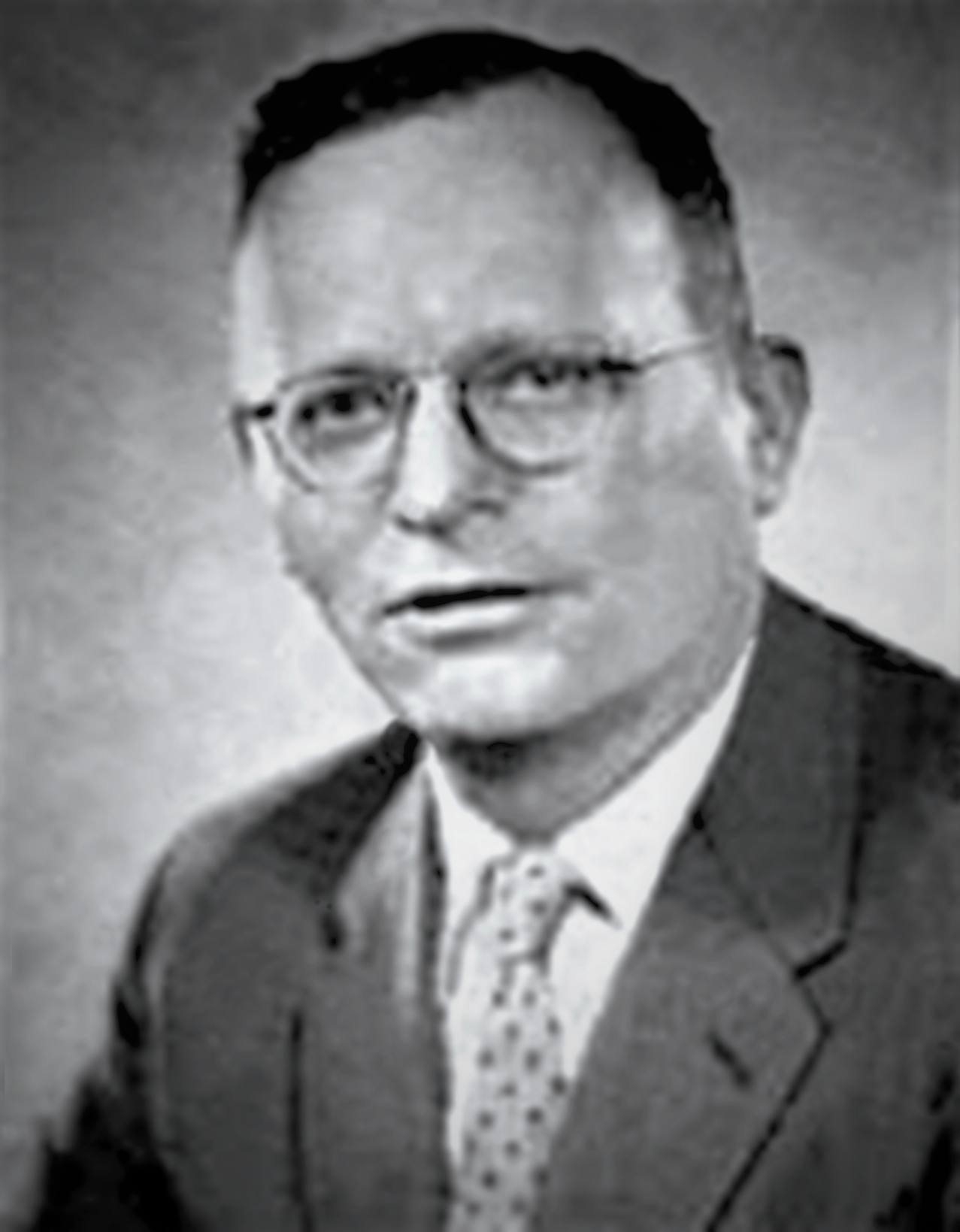
R. Singer

Primul care a descris acest burete (Agaricus flavidus) a fost savantul german Jacob Christian Schäffer în volumul 4 al lucrării sale Fungorum qui in Bavaria et Palatinatu circa Ratisbonam nascuntur icones, nativis coloribus expressae din 1774,  dar numele binomial hotărât, pentru orice motiv, este Agaricus alnicola, determinat de renumitul Elias Magnus Fries în volumul 1 al trilogiei sale Systema Mycologicum din 1821.
În anul 1871, micologul german Paul Kummer a transferat corect, atât denumirea lui Schäffer, cât și cea a lui Fries, la genul Flammula sub păstrarea epitetelor respective, de verificat în lucrarea sa principală Der Führer in die Pilzkunde: Anleitung zum methodischen, leichten und sicheren Bestimmen der in Deutschland vorkommenden Pilze mit Ausnahme der Schimmel- und allzu winzigen Schleim- und Kern-Pilzchen.
Apoi, în 1951, compatriotul lui Kummer, anume Rolf Singer, a retransferat specia Flammula alnicola la genul Pholiota în jurnalul Lilloa, o modificare repede acceptă de aproape toți micologii și aparentă cu preponderență în cărți în această privință până în prezent.
Dar cercetări micromoleculare au dovedit, că specia aparține genului Flammula și nu Pholiota. Cea mai sigură caracteristică pentru identificarea pe exterior este piciorul cu un inel nepersistent spre deosebire de celălalt gen, la care manșeta rămâne mereu persistentă. De acea, Index Fungorum și Mycobank, cele două mari comitete de nomenclatură, acceptă taxonul Pholiota alnicola doar sinonim. Mai departe, și National Center for Biotechnology Information (NCBI ) care este cel mai important punct de contact din lume pentru date biologice moleculare și soluții bioinformatice, acceptă doar numele generic Flammula nume curent. Astfel numele actual (2019) corect este Flammula alnicola. 
S-au mai făcut încercări de redenumire care însă, nefiind folosite, pot fi neglijate.

## Descriere

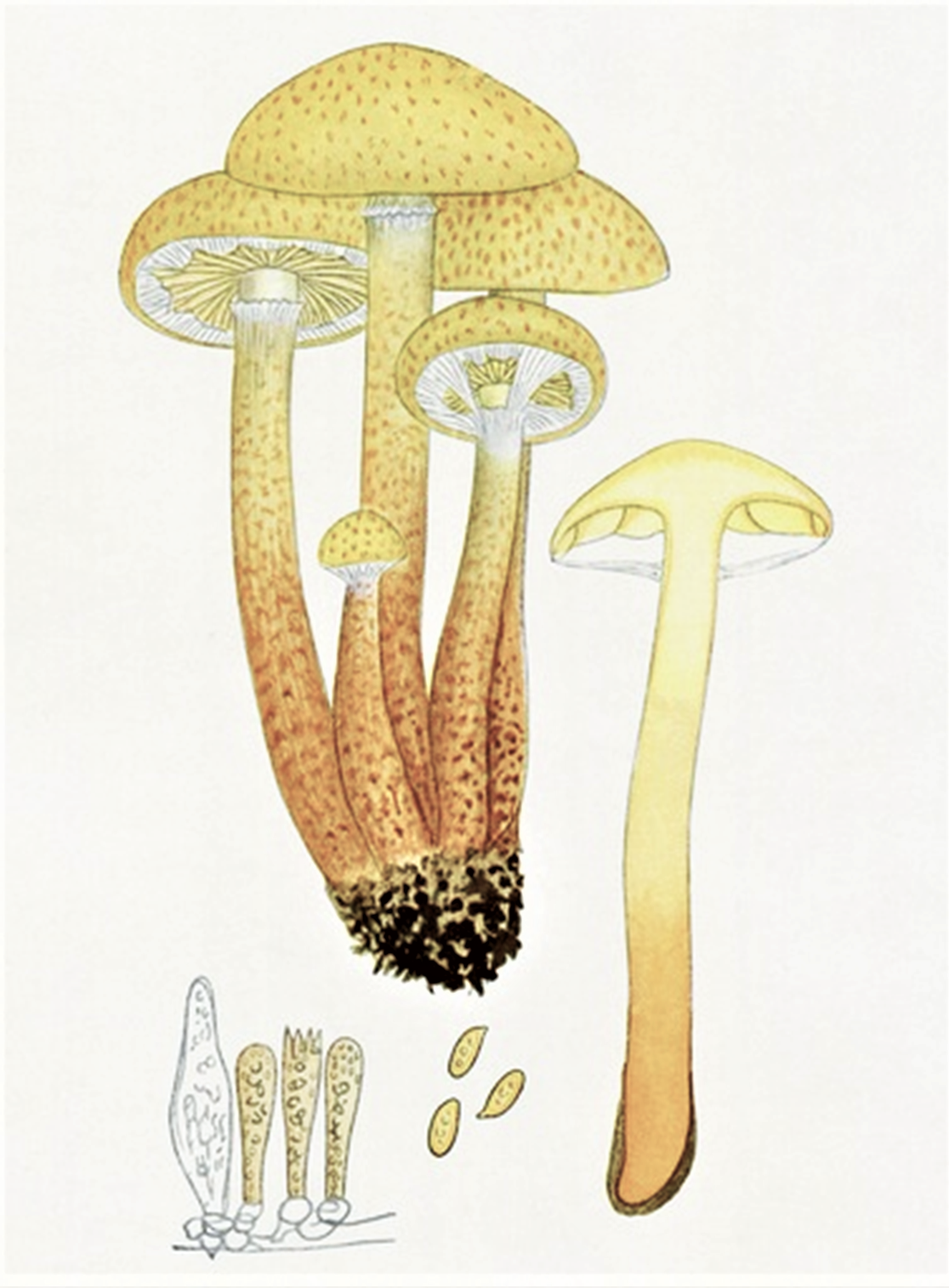
Bres.: Flammula flavida

- Pălăria: are un diametru de 3-6 (8) cm, este numai puțin cărnoasă și destul de moale, inițial aproape emisferică cu marginea răsucită în jos, apoi convexă, prezentând uneori câteva franjuri la margine. Cuticula este lucioasă și lipicios-vâscoasă, netedă, câteodată presărată cu fulgi mici, resturi ale vălului parțial. Coloritul variază în diverse nuanțe de galben: la început galben pal până ocru deschis, apoi viu galben de sulf sau galben de lămâie și în sfârșit galben ca pielea. Centrul este adesea mai închis, portocaliu până slab ruginiu.
- Lamelele: sunt subțiri, foarte dese, cu lameluțe mai scurte intercalate începând la margine, slab arcuite și atașate de picior, din când în când chiar scurt decurente. Coloritul este în tinerețe palid gălbui, mai târziu galben-maroniu și la bătrânețe brun-ruginiu, cel al muchiilor fiind ceva mai deschis.
- Piciorul: situat mereu central sub pălărie are o înălțime de  5-8 cm și o lățime de 0,5-1 cm, este cilindric, uneori slab îndoit, destul de subțire, slab fibros și gol pe dinăuntru, cu un inel nepersistent (ca la toate speciile acestui gen), coaja fiind deasupra inelului fugitiv netedă, albicioasă până alb-gălbuie, dedesubt slab solzos-fibroasă, brun-portocalie, la bază chiar de un brun închis.
- Carnea: este moale, palid-galbenă în pălărie și spre baza piciorului de culoare mai închisă, brun-portocalie, care nu se mai colorează după tăiere. Mirosul este aromatic asemănător bomboanelor de fructe, gustul fiind neînsemnat, searbăd, la exemplare mai bătrâne amar.[5][6]
- Caracteristici microscopice: are spori galben-aurii care sunt netezi, alungit elipsoidali, apiculați, cu por de germen și o mărime de 9-12 x 4-5 microni. Pulberea lor poate fi brun-ruginie până brun-negricioasă. Basidiile de 25-30 x 6-8 microni cu 4 sterigme fiecare au o formă de măciucă. Cistidele (celule  sterile, de obicei izbitoare, situate în stratul himenal sau printre celulele din pielița pălăriei și a piciorului, probabil cu rol de excreție)  fusiform-ventricoase, asemănător unei sticle bombate la mijloc, măsoară 35-40 x 8-10 microni.[15]
- Reacții chimice: nu sunt cunoscute.[16] [17]

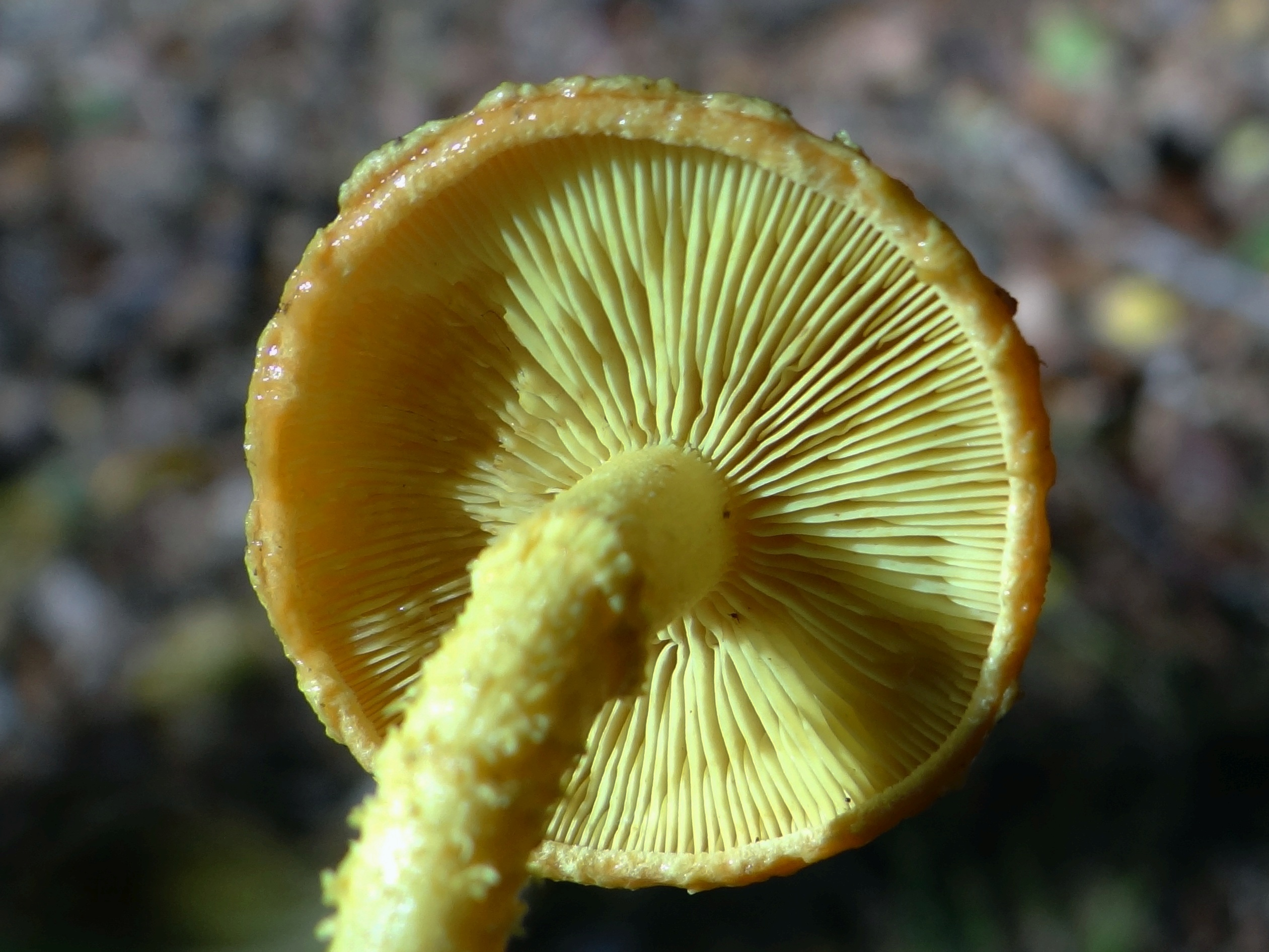
F. alnicola, lamele și picior
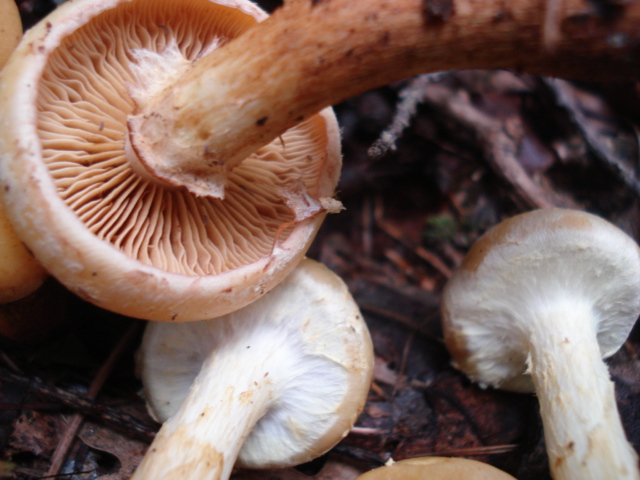
F. alnicola tineri, cu văl parțial
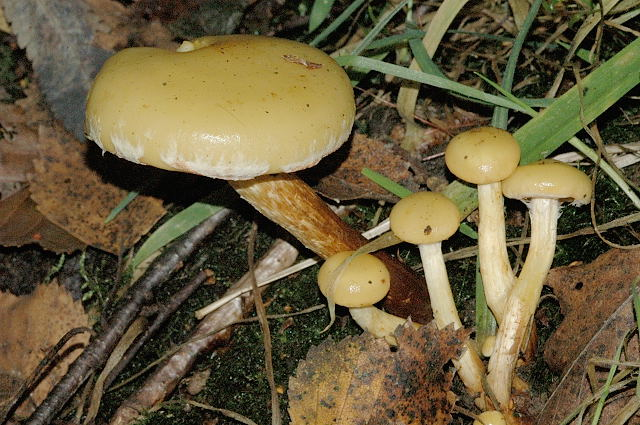
F. alnicola, matur și 4 tineri
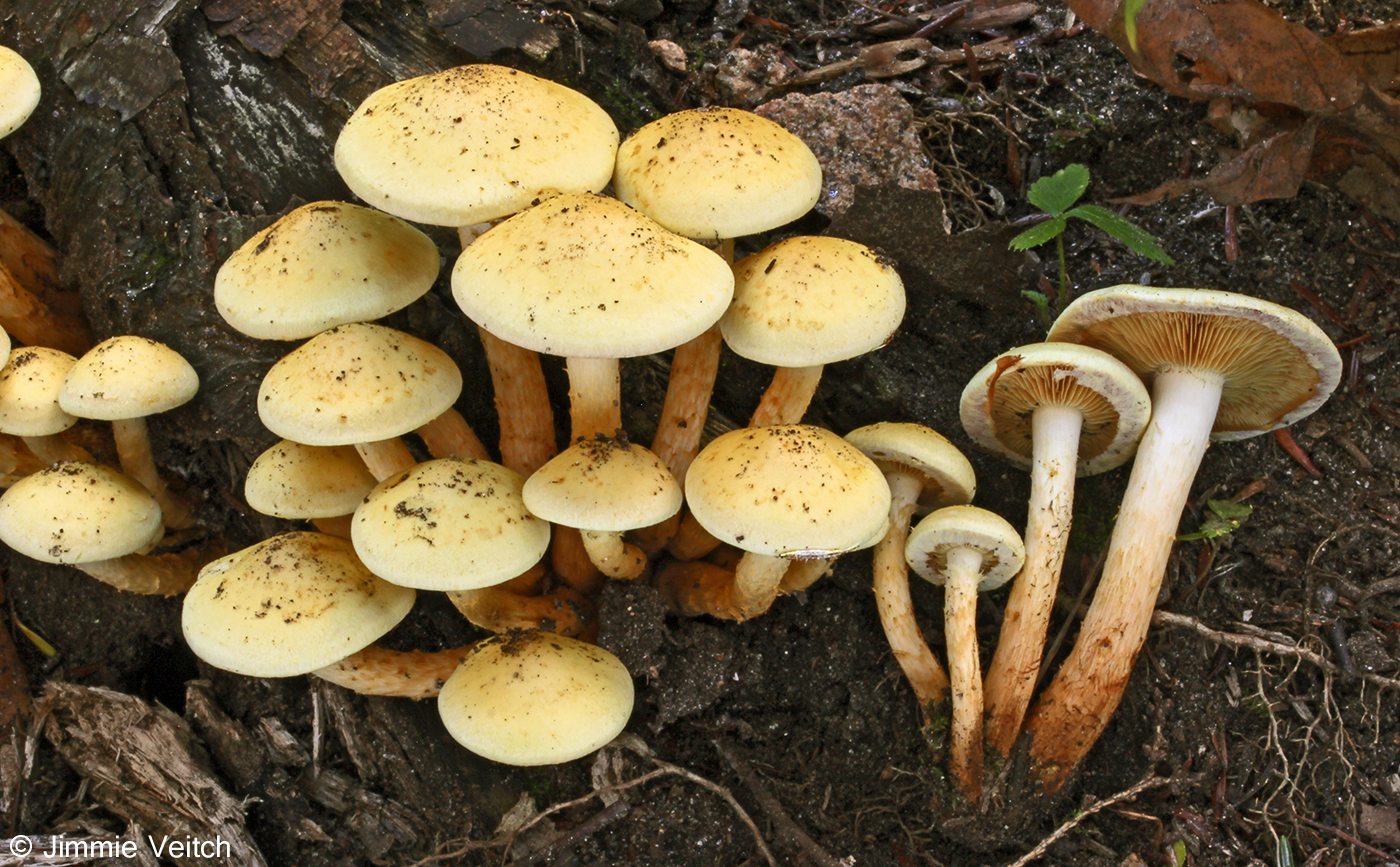
F. alnicola, tufe

## Confuzii
Ghebele de ari pot fi confundatei cu alte specii saprofite crescătoare pe lemn atrofiat, ca de exemplu cu: Flammulina velutipes (comestibilă), Gymnopilus penetrans (necomestibil, amar), Hypholoma capnoides (comestibilă), Hypholoma ericaeoides (necomestibil), Hypholoma fasciculare (otrăvitor), Hypholoma lateritium sin. Hypholoma sublateritium (otrăvitor), Hypholoma marginatum (necomestibil), Hypholoma radicosum sin. Hypholoma epixanthum (necomestibil), Kuehneromyces mutabilis, sin. Galerina mutabilis, Pholiota mutabilis (comestibil), Pholiota spumosa (necomestibil, suspect), Psathyrella candolleana (comestibilă), sau Psathyrella piluliformis (comestibilă), Stropharia aurantiaca (necomestibilă), și Xeromphalina campanella (fără valoare culinară), dar de asemenea cu otrăvitorul  Gymnopilus sapineus (halucinogen) sau cu letala Galerina marginata.

## Specii asemănătoare în imagini

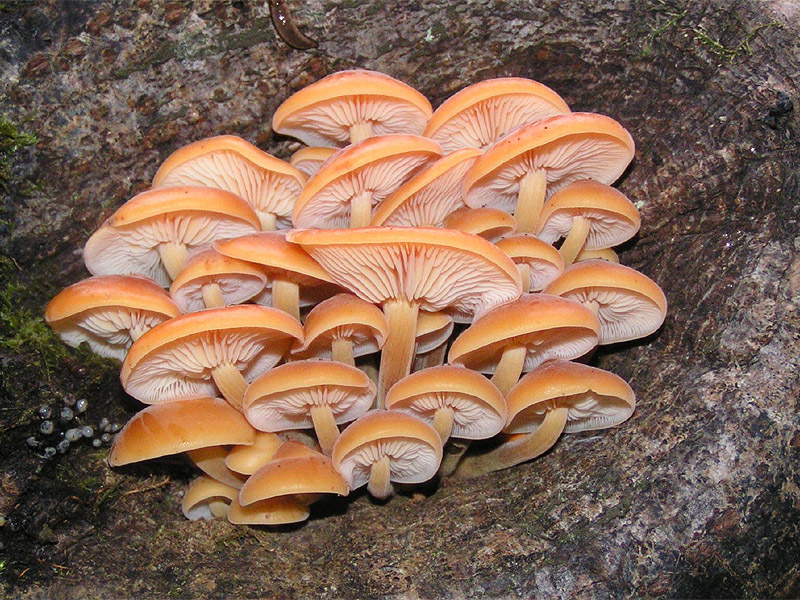
Flammulina velutipes
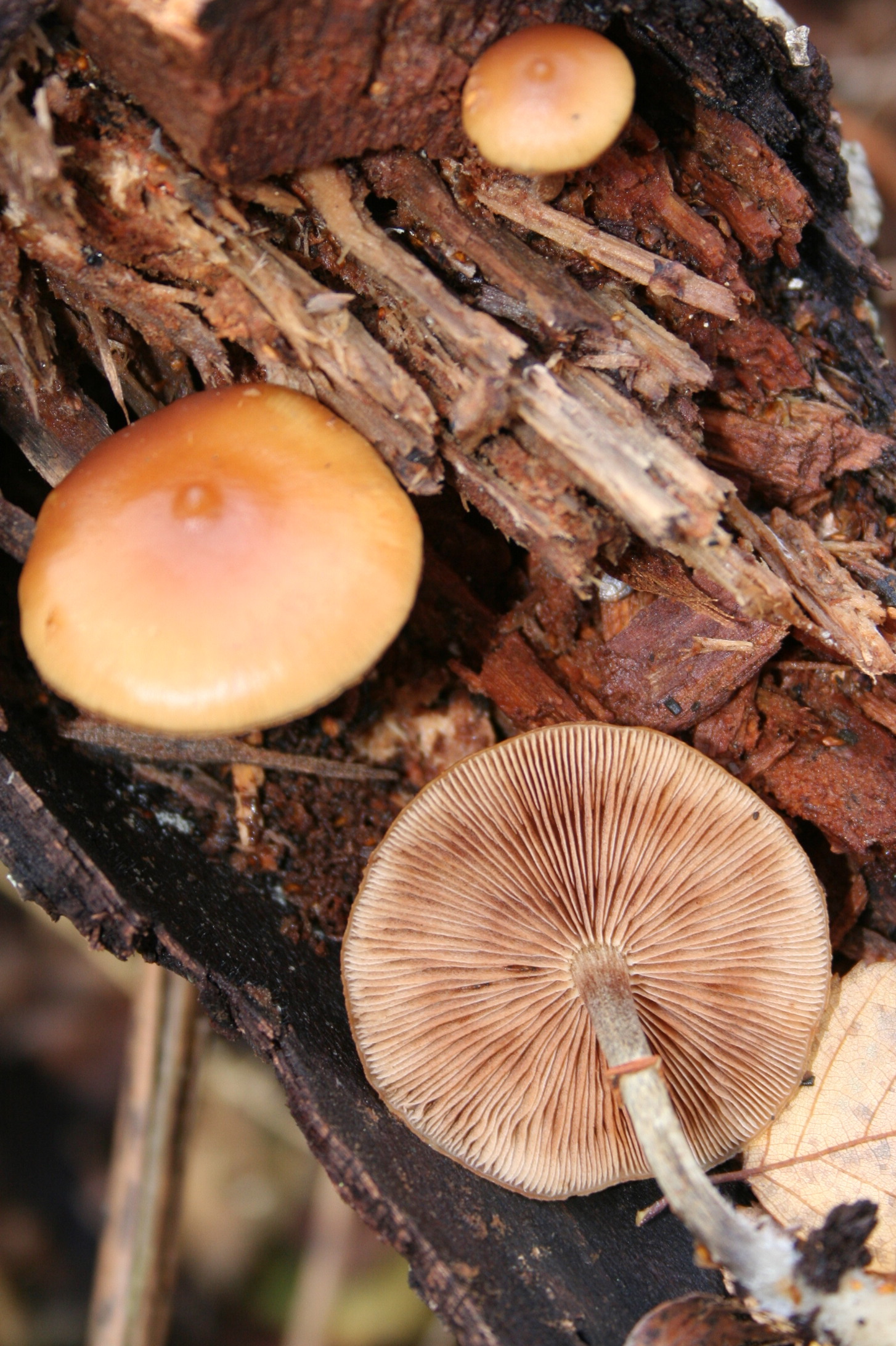
!!!Galerina marginata!!!
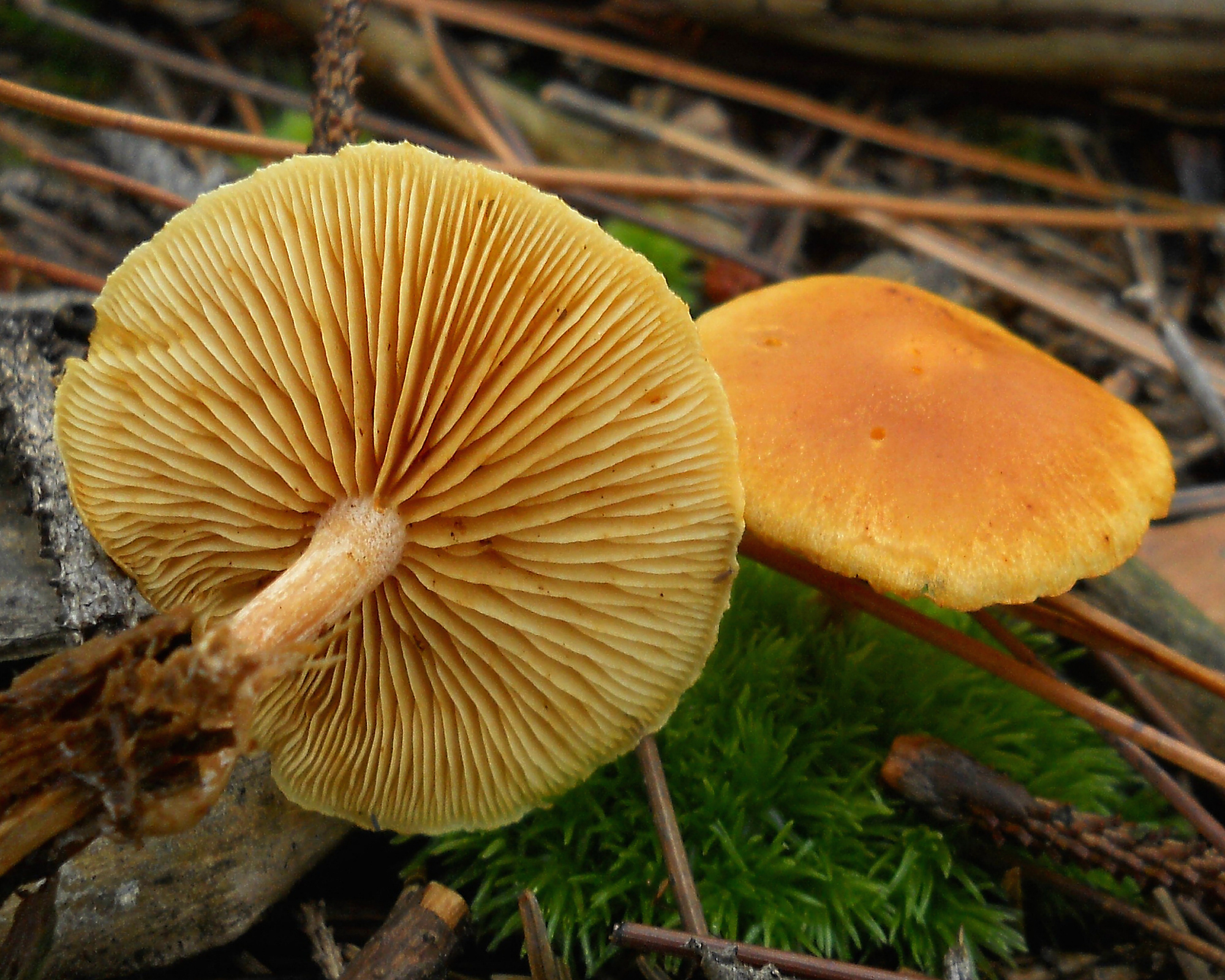
!Gymnopilus penetrans!
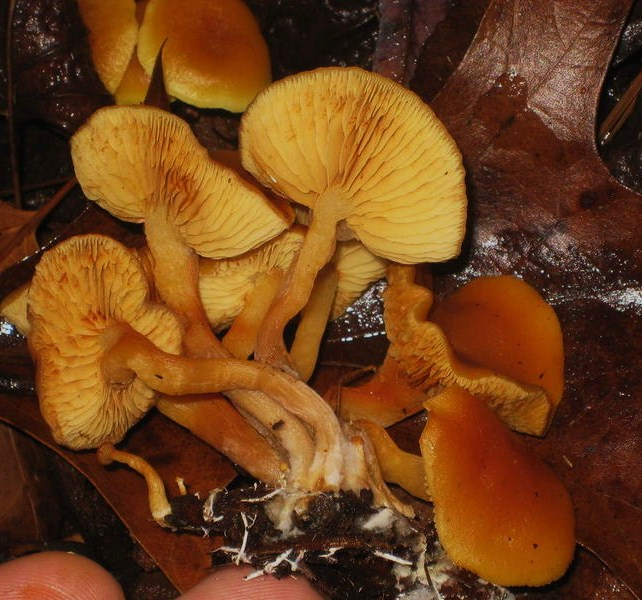
!!Gymnopilus sapineus!!
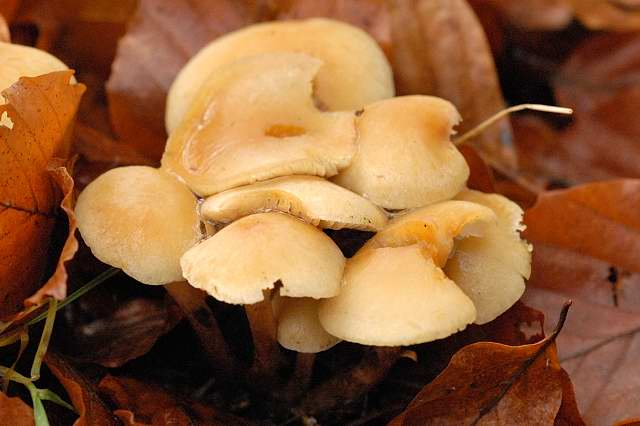
Hypholoma capnoides
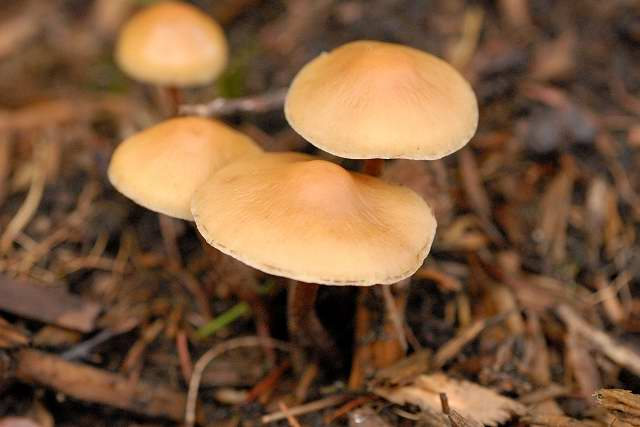
!Hypholoma ericaeoides!
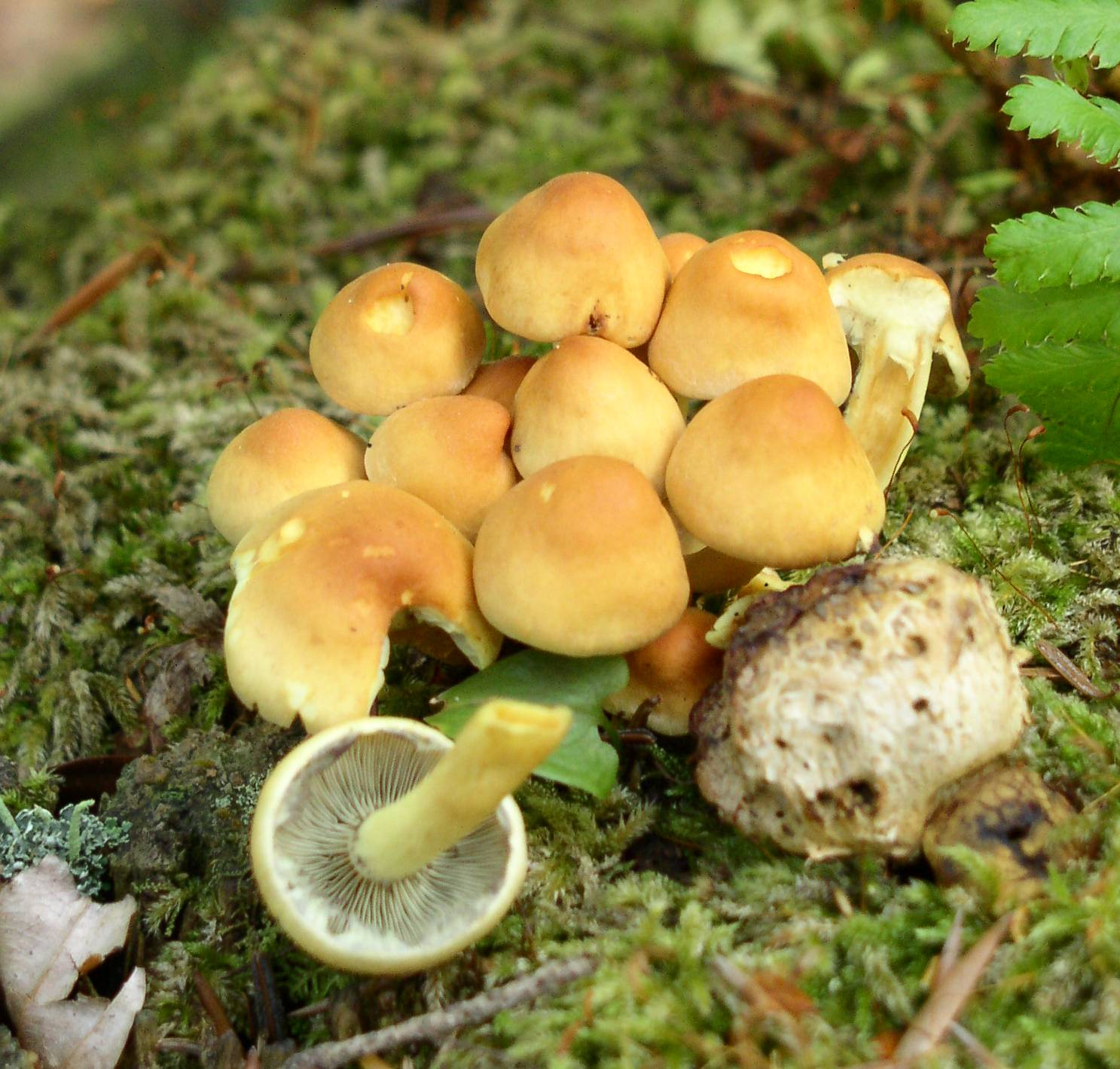
!!Hypholoma fasciculare!!
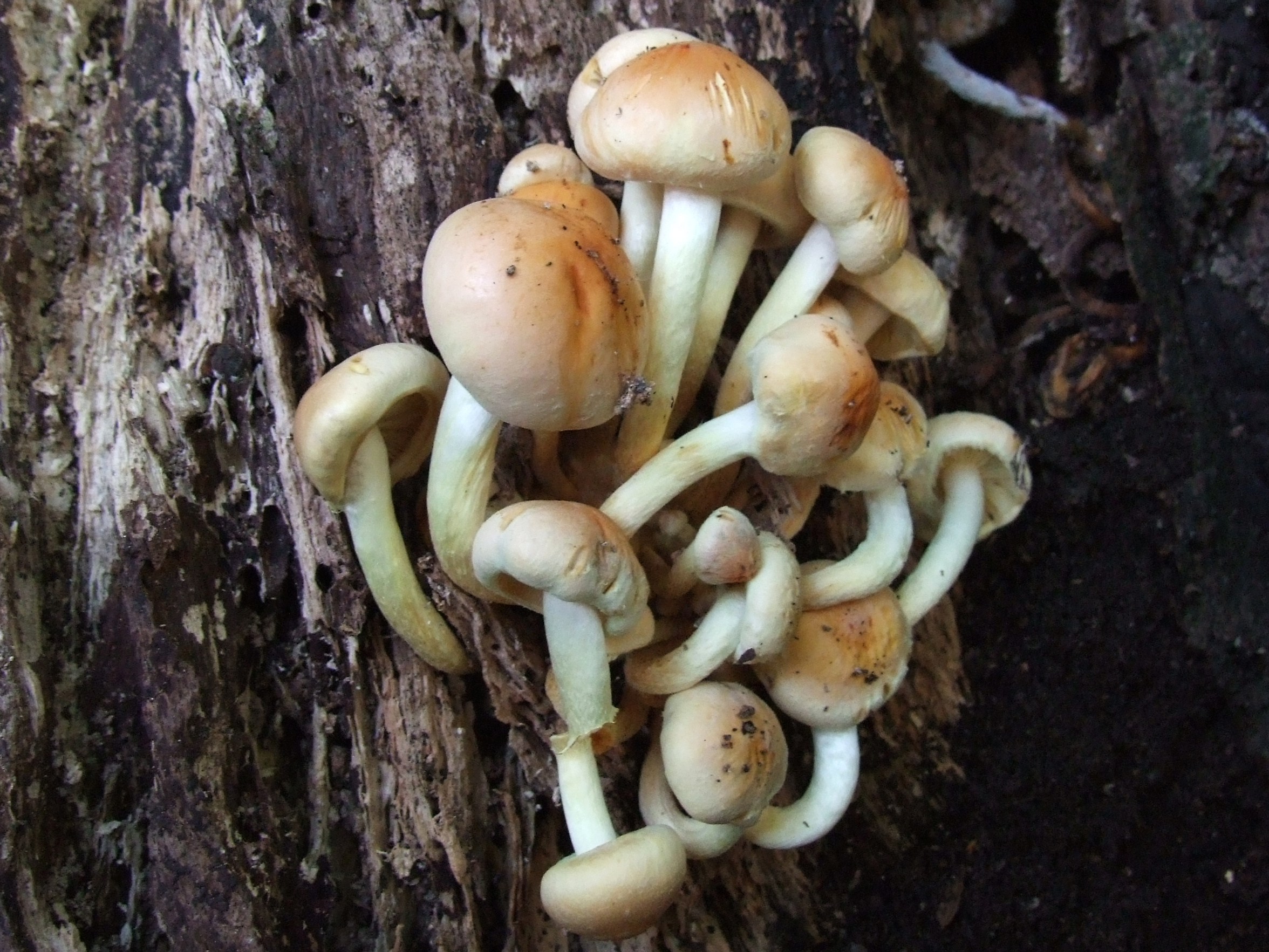
!!Hypholoma lateritium!!
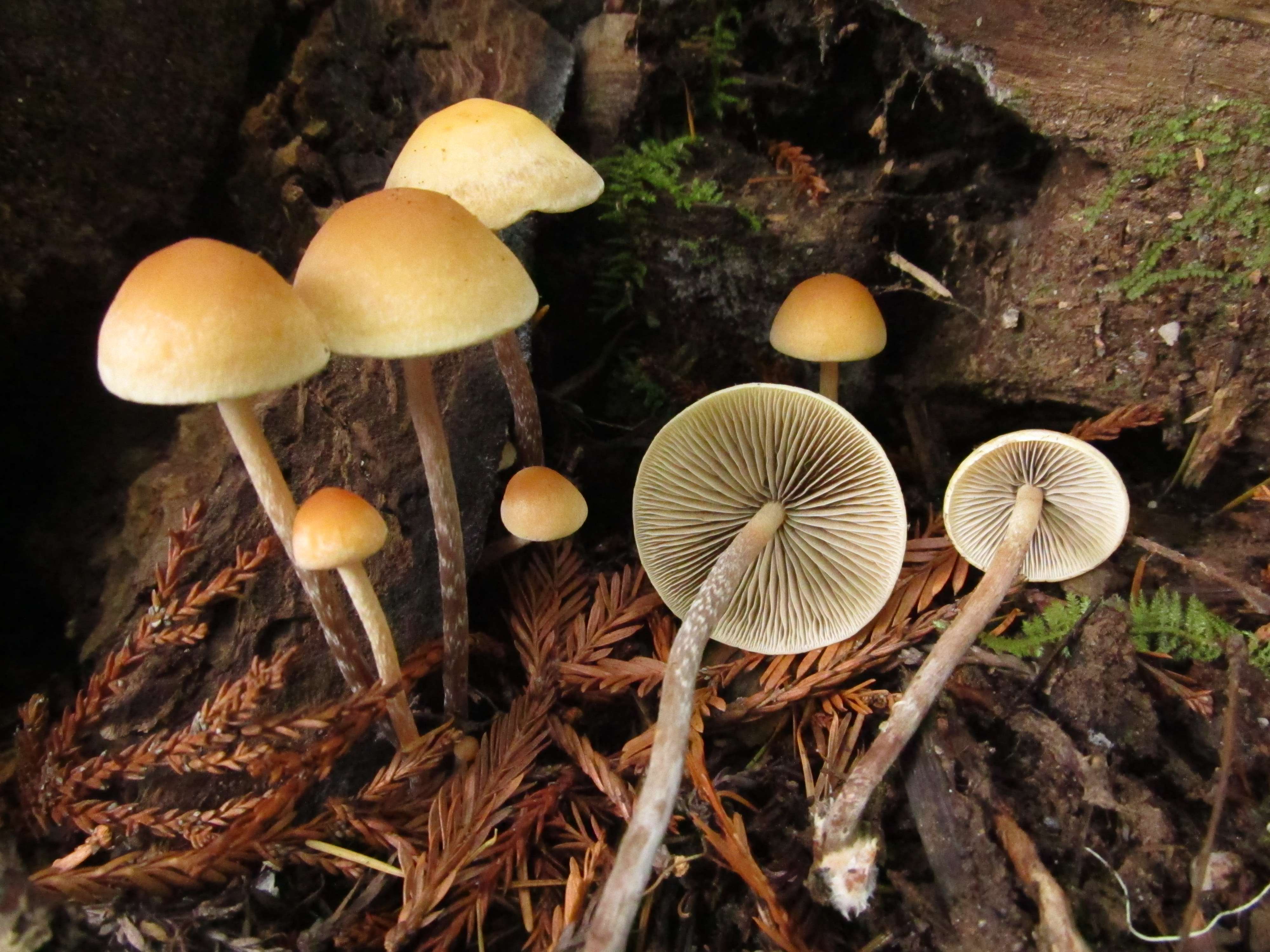
!Hypholoma marginatum!

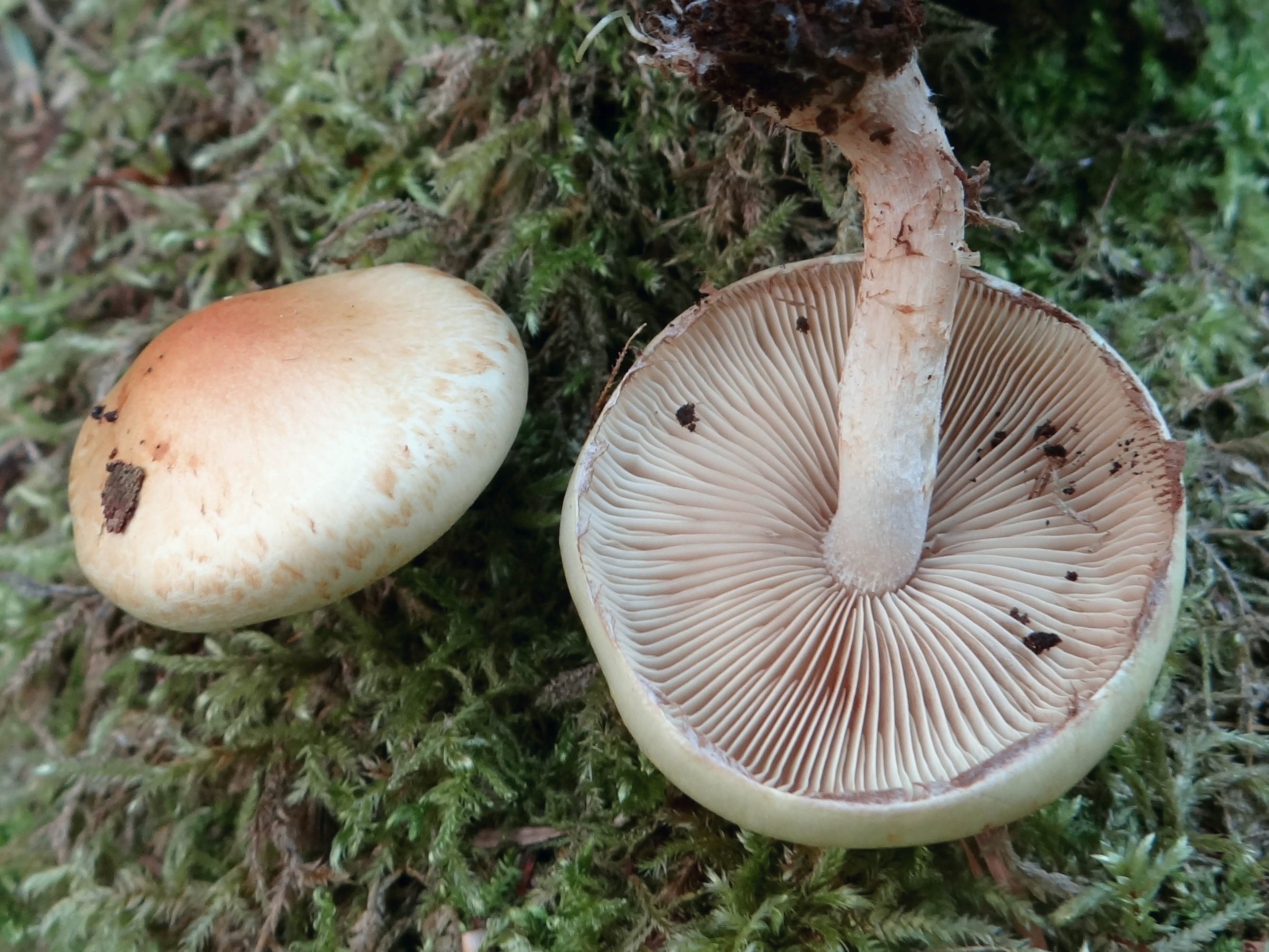
!Hypholoma radicosum sin. epixanthum!
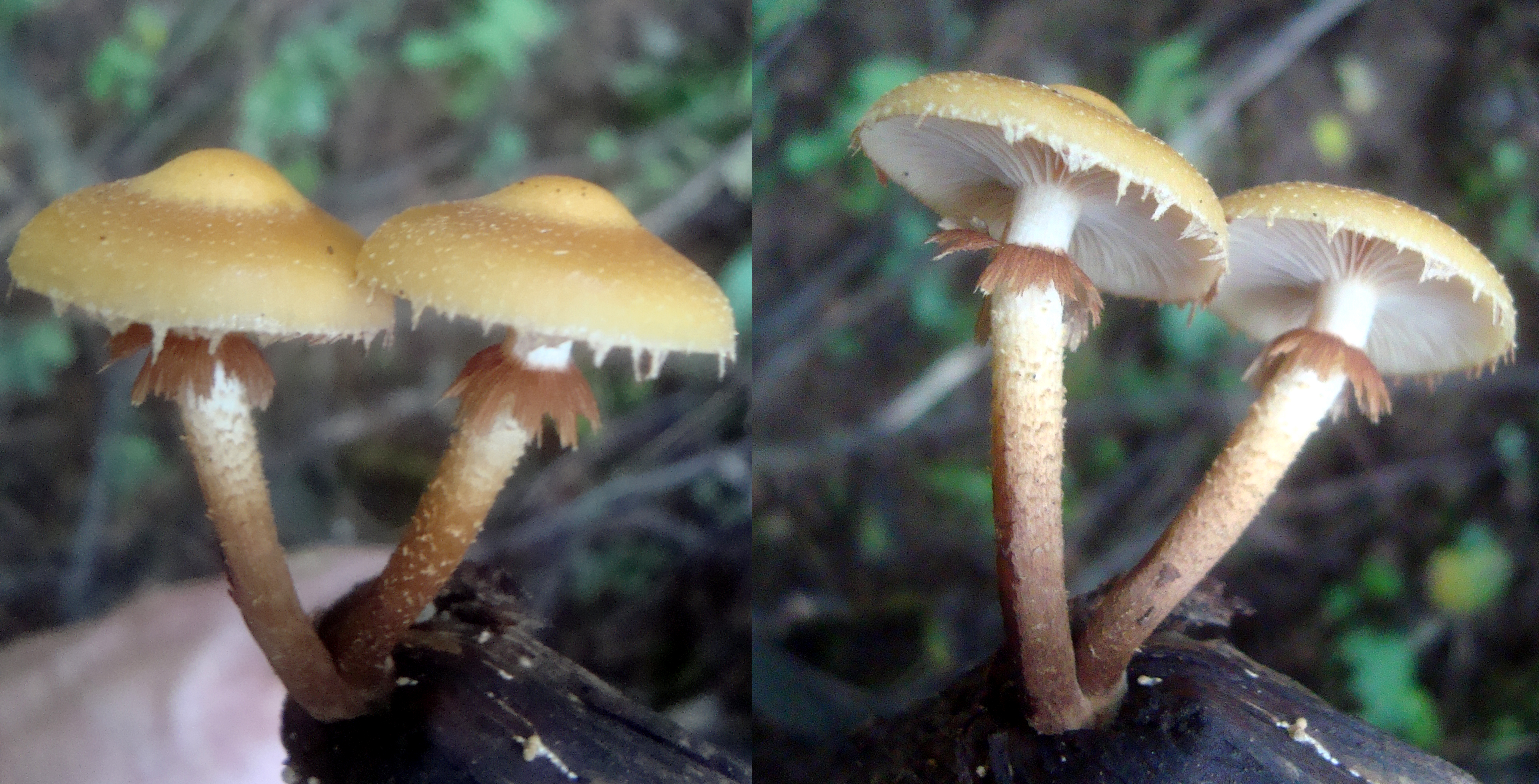
Kuehneromyces mutabilis
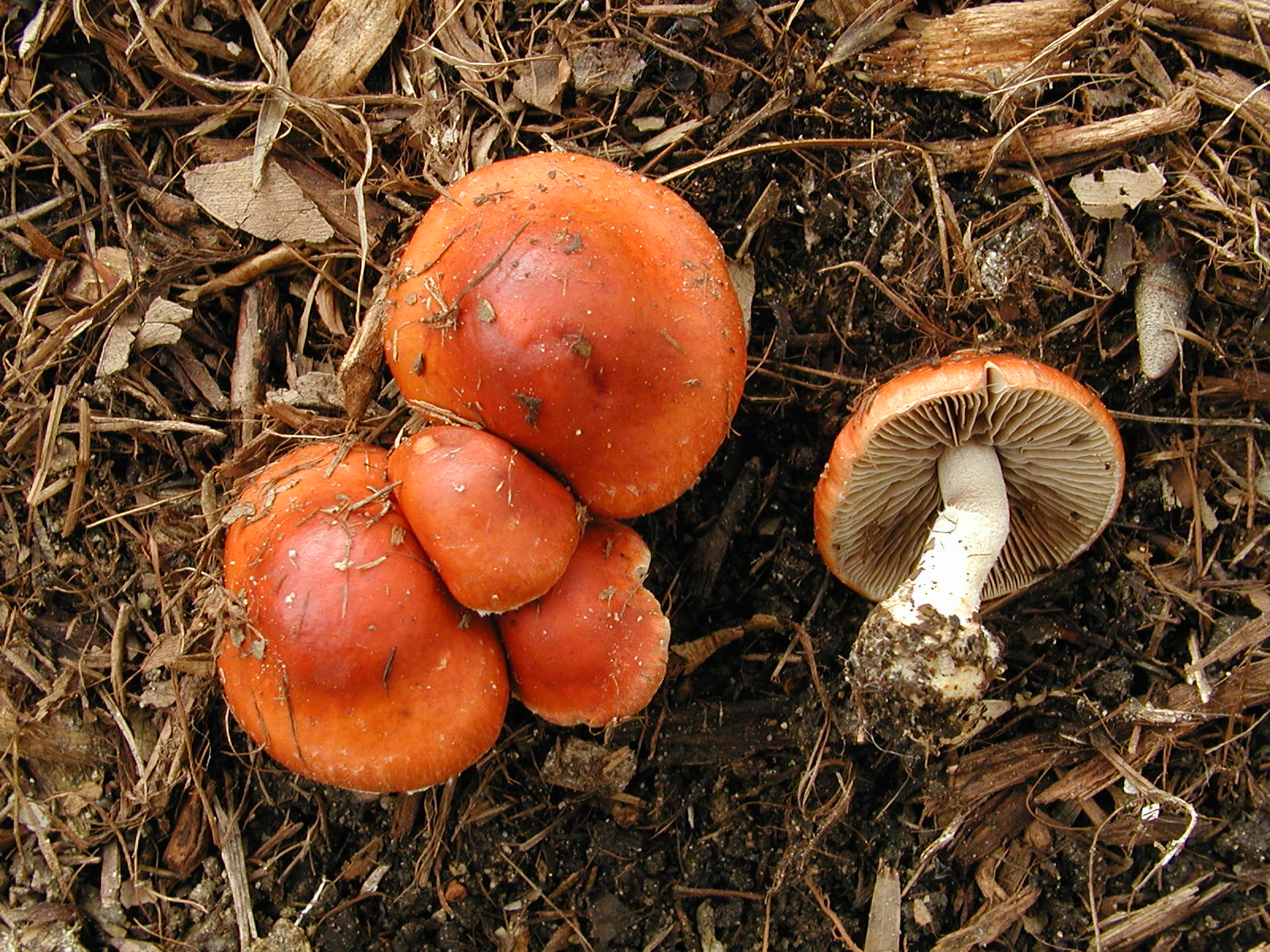
!Stropharia aurantiaca!
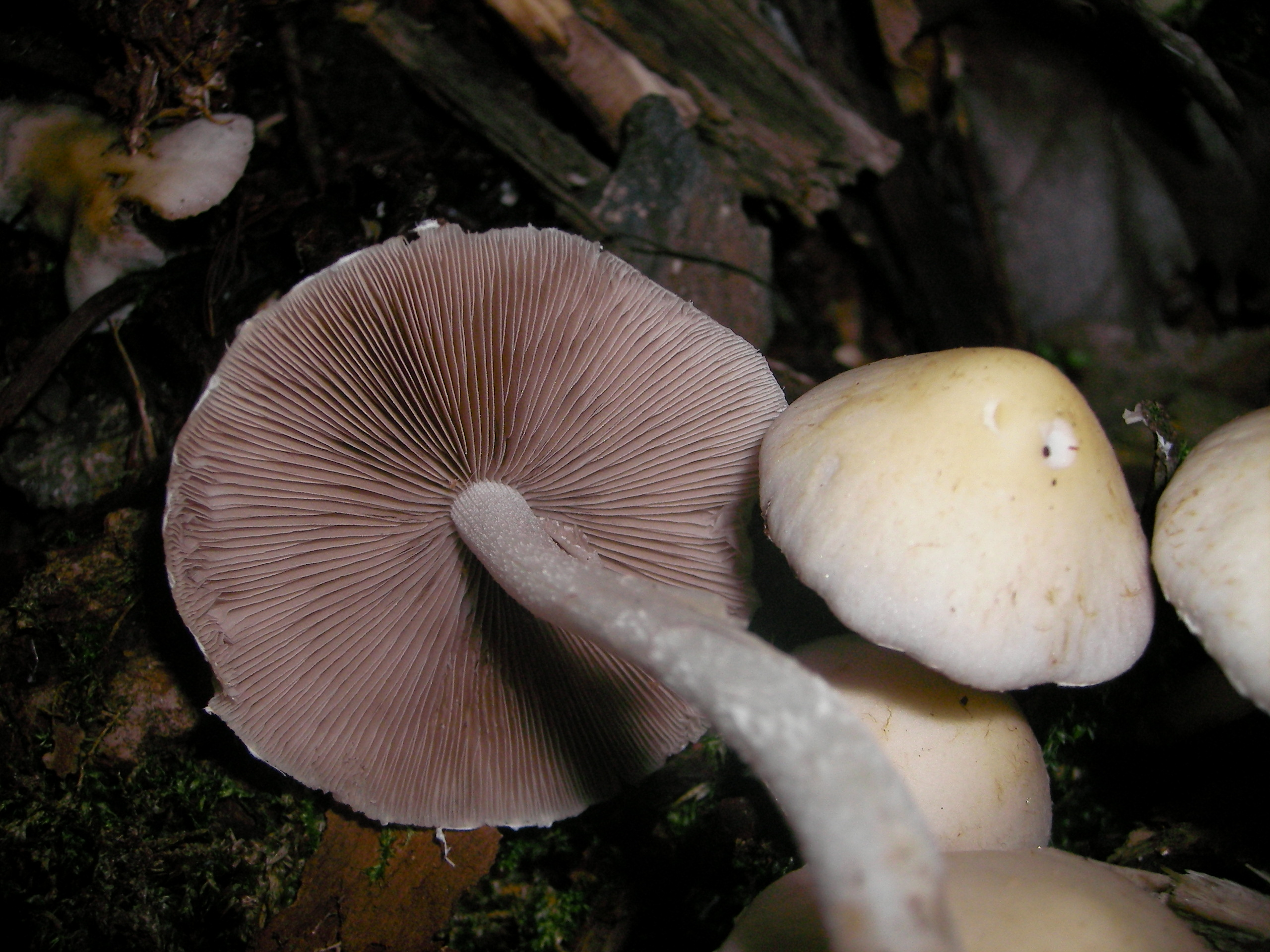
Psathyrella candolleana
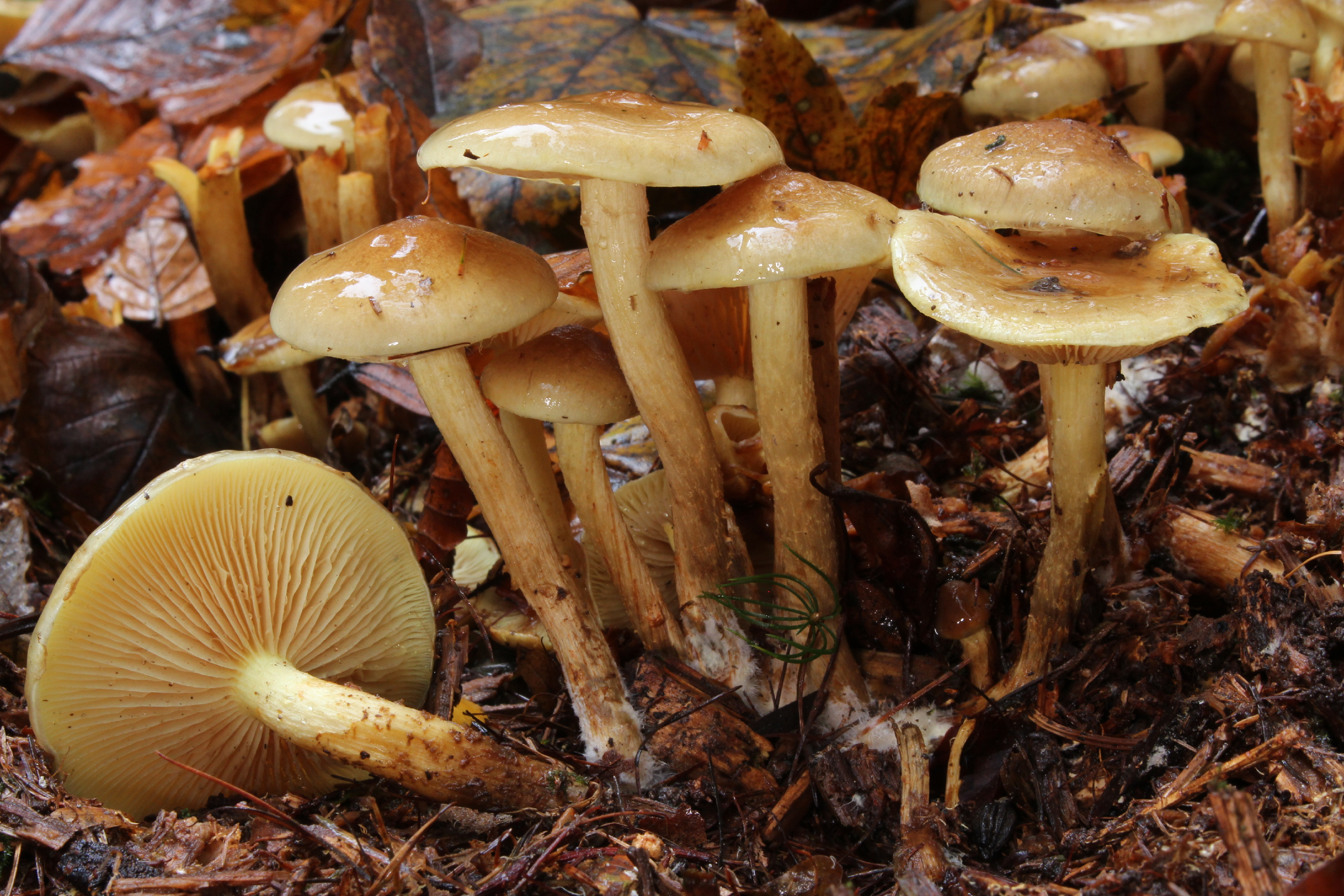
!Pholiota spumosa!
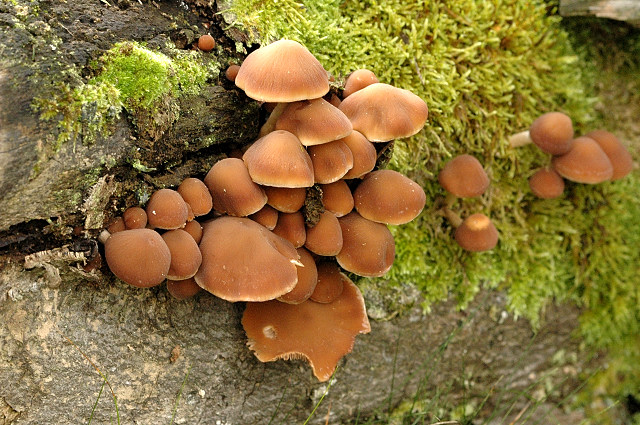
Psathyrella piluliformis
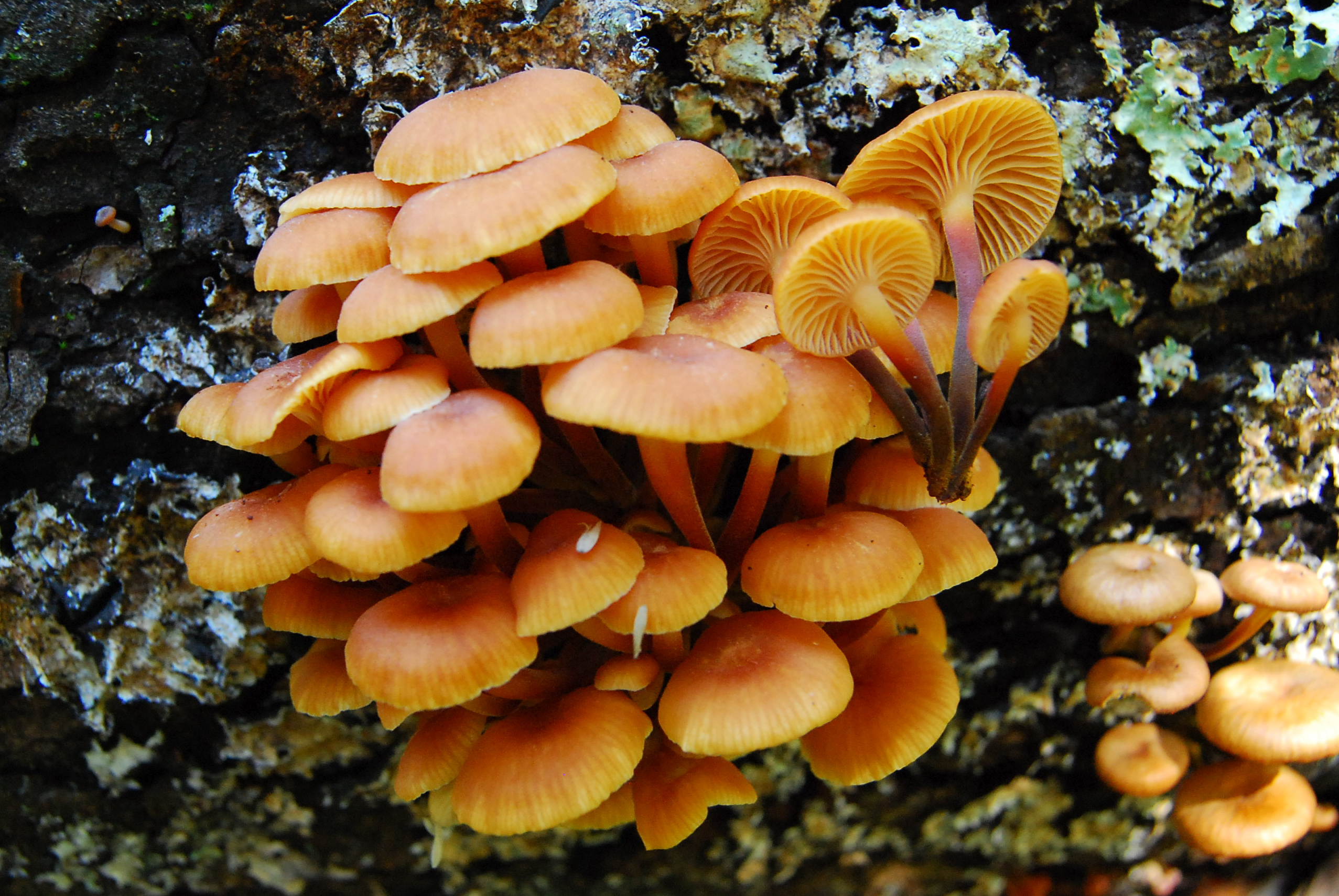
Xeromphalina campanella

## Valorificare
Ghebele de arin sunt comestibile, dar de calitate culinară mai scăzută.